# H.320
L'H.320 è un protocollo di comunicazione ideato per consentire la trasmissione audio/video su linee digitali ISDN. Questo permette di inviare e ricevere contenuti multimediali come videoconferenze, videochiamate e immagini. La trasmissione avviene in digitale, indipendentemente dalla velocità adottata dalla connessione ISDN. La digitalizzazione permette di usare standard di compressione video QCIF e CIF, rispettivamente per la videotelefonia e la videoconferenza.
Il protocollo H.320 è sempre accompagnato da una MCU (Multipoint Control Unit). In pratica, l'MCU si occupa di gestire le chiamate e gli ingressi audio e video. Esso, infatti, mixa e passa rapidamente il flusso multimediale tra gli utenti collegati, in modo che questi possano partecipare alla conferenza.

## Implementazioni aggiuntive
In questo protocollo vengono implementate altre specifiche, per regolare il flusso audio/video durante la videoconferenza. In particolare troviamo:
- H.261/H.263: protocolli usati nella codifica video, per i servizi audiovisivi.
- H.221: specifica che definisce la struttura dei frame da usare per i canali audiovisivi, da 64 a 1920 Kbps.
- H.242: questo protocollo è usato per stabilire la connessione tra terminali audio/video (ad esempio, un programma per la videoconferenza) usando dei canali digitali.
- G.711/G.723: qui sono contenuti i codec usati per l'audio.
- H.230: le specifiche qui contenute si occupano di controllare il sincronismo dei frame. Regolano anche i segnali di indicazione per i sistemi audiovisivi.

Il protocollo H.320 permette anche di usare un altro protocollo, in aggiunta a quelli già visti. Tale protocollo è  il T.120. È uno standard delle conferenze dati che si occupa di fornire una comunicazione in tempo reale tra due o più partecipanti ad una conferenza. Il T.120 è un protocollo che comprende funzioni aggiuntive per una videoconferenza, come ad esempio la lavagna elettronica, la chat, lo scambio di file, la condivisione di applicazioni.
I protocolli che possono essere usati insieme al T.120 possono essere, ad esempio, il SIP o H.323.